# Ben Webster
Ben Webster (27. března 1909 Kansas City, Missouri, USA – 20. září 1973 Amsterdam, Nizozemsko) byl americký jazzový saxofonista a hudební skladatel. V letech 1935–1943 hrál v orchestru Duke Ellingtona. Již předtím hrál například s Teddy Wilsonem, Cab Callowayem nebo Benny Carterem.
Po odchodu z Ellingtonova orchestru začal hrát s vlastní kapelou, ale rovněž doprovázel i jiné hudebníky, například Raymonda Scotta a Sida Catletta. Dále spolupracoval například s Miltem Jacksonem, Kenny Clarkeem, Percy Heathem a John Lewis, což byla sestava jeho doprovodné skupiny; hrál také s Oliverem Nelsonem, Joe Zawinulem, Lionelem Hamptonem a Clarkem Terryem.